# Ann-Elen Skjelbreid
Ann-Elen Skjelbreid (* 13. September 1971 in Bergen) ist eine ehemalige norwegische Biathletin.

## Leben und Karriere
Ann-Elen Skjelbreid gewann bei den Olympischen Winterspielen 1998 in Nagano Bronze und 2002 in Salt Lake City Silber mit der Staffel. Bei der WM 1996 in Ruhpolding gewann sie Silber über 7,5 Kilometer, bei der WM 1995 in Antholz gewann sie Bronze und 1997 in Osrblie Silber mit der Staffel. Im Weltcup musste sie sich mit sechs zweiten Plätzen zufriedengeben. 2006 beendete sie ihre Karriere.
Ann-Elen Skjelbreid ist auch familiär im norwegischen Biathlon verwurzelt. Ihre Schwester ist Liv Grete Skjelbreid. Selbst ist sie mit Egil Gjelland verheiratet, im Oktober 2004 wurde ihre gemeinsame Tochter geboren. Liv-Kjersti Eikeland ist eine Cousine.

## Biathlon-Weltcup-Platzierungen
Die Tabelle zeigt alle Platzierungen (je nach Austragungsjahr einschließlich Olympische Spiele und Weltmeisterschaften).
- 1.–3. Platz: Anzahl der Podiumsplatzierungen
- Top 10: Anzahl der Platzierungen unter den ersten zehn (einschließlich Podium)
- Punkteränge: Anzahl der Platzierungen innerhalb der Punkteränge (einschließlich Podium und Top 10)
- Starts: Anzahl gelaufener Rennen in der jeweiligen Disziplin

| Platzierung                                               | Einzel | Sprint | Verfolgung | Massenstart | Team | Staffel | Gesamt |
| --------------------------------------------------------- | ------ | ------ | ---------- | ----------- | ---- | ------- | ------ |
| 1. Platz                                                  |        |        |            |             | 1    | 5       | 6      |
| 2. Platz                                                  | 1      | 4      | 1          |             |      | 5       | 11     |
| 3. Platz                                                  |        |        |            |             |      | 8       | 8      |
| Top 10                                                    | 3      | 15     | 9          | 2           | 1    | 34      | 64     |
| Punkteränge                                               | 14     | 41     | 20         | 6           | 1    | 34      | 116    |
| Starts                                                    | 42     | 76     | 41         | 6           | 1    | 34      | 200    |
| Stand: Karriereende / Daten möglicherweise nicht komplett |        |        |            |             |      |         |        |